# Contracaecum oshoroensis
Contracaecum oshoroensis är en rundmaskart. Contracaecum oshoroensis ingår i släktet Contracaecum och familjen Anisakidae. Inga underarter finns listade i Catalogue of Life.